# Kristie-Anne Ryder
Kristie-Anne Ryder (Brisbane, 9 de marzo de 1990) es una deportista australiana que compitió en judo. Ganó una medalla de oro en el Campeonato de Oceanía de Judo de 2008 en la categoría de –52 kg.

## Palmarés internacional
| Campeonato de Oceanía | Campeonato de Oceanía        | Campeonato de Oceanía | Campeonato de Oceanía |
| Año                   | Lugar                        | Medalla               | Categoría             |
| --------------------- | ---------------------------- | --------------------- | --------------------- |
| 2008                  | Christchurch (Nueva Zelanda) | Medalla de oro        | –52 kg                |